# 180 aC
El 180 aC va ser un any del calendari romà prejulià. Durant la República i l'Imperi Romà es coneixia com l'Any del Consolat d'Albí i Pisó  o també any 574 Ab urbe condita o de la fundació de la ciutat). L'ús del nom «180 aC» per referir-se a aquest any es remunta a l'alta edat mitjana, quan el sistema Anno Domini va ser el mètode de numeració dels anys més comú a Europa.

## Esdeveniments

### Antic Egipte
- Inici del regnat de Ptolemeu VI Filomètor a la mort del seu pare Ptolemeu V Epífanes.[2]

### Antiga Roma
- Aquest any són elegits cònsols Aulus Postumi Albí i Gai Calpurni Pisó.[3]
- Postumi Albí fa la guerra contra els lígurs, amb èxit.[4]
- Calpurni Pisó mor en l'exercici del càrrec segurament a causa de la pesta encara que es va sospitar que l'havia enverinat la seva dona Hostília Quarta, ja que un fill d'ella d'un anterior matrimoni, Quint Fulvi Flac, succeeix a Pisó com a cònsol sufecte.[5]
- Segons Titus Livi, aquest any hi ha a Roma una gran epidèmia de pesta.[6]

### Hispània
- Tiberi Semproni Grac, que l'any 181 aC havia rebut, com a pretor, el mandat sobre l'Hispània Citerior, i dins de la primera guerra celtibera, aixeca el setge de Carabis que havia estat atacada per celtibers no sotmesos, i derrota els revoltats prop de Complega. Les seves mesures polítiques també són beneficioses pel domini romà. Refunda la ciutat d'Illiturgis i canvia el nom de la ciutat d'Ilurcis, l'anomena Graccurris.[7]

## Necrològiques
- Ptolemeu V Epífanes, rei d'Egipte, enverinat per alguns dels seus amics quan reunia un exèrcit mercenari por envair la Celesíria.[2]
- Mor l'Emperadriu Lü Zhi de la Xina, viuda de l'emperador Gaozu de Han, primer emperador de la dinastia Han, que va governar Xina a partir de l'any 202 aC.[8]